# Siviriez
Siviriez (toponimo francese) è un comune svizzero di 2 199 abitanti del Canton Friburgo, nel distretto della Glâne.

## Storia
Il 1º gennaio 1978 ha inglobato i comuni soppressi di Le Saulgy e Villaranon e il 1º gennaio 2004 quelli di Chavannes-les-Forts, Prez-vers-Siviriez e Villaraboud.

## Monumenti e luoghi d'interesse

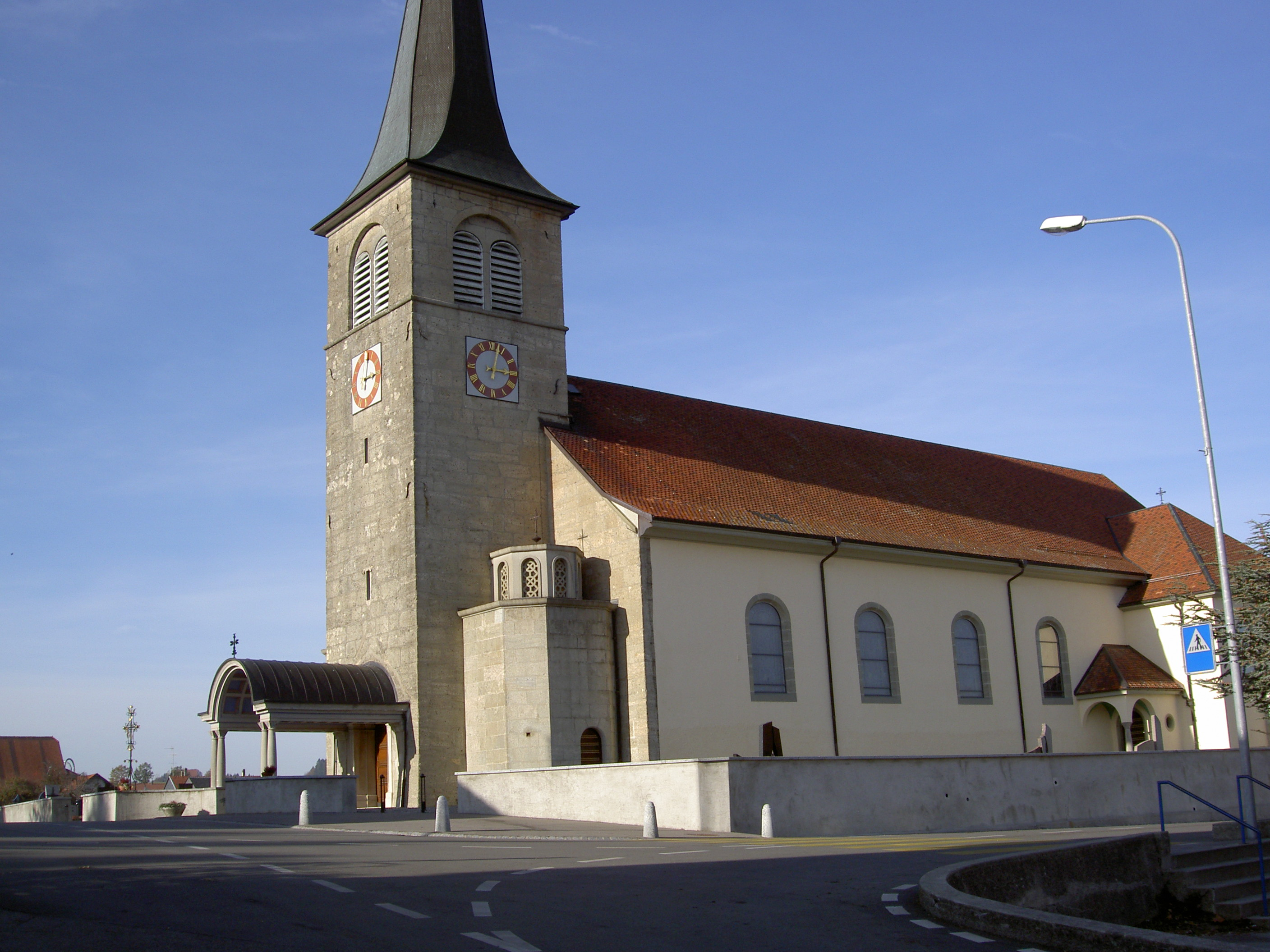
La chiesa cattolica di San Sulpizio

- Chiesa cattolica di San Sulpizio, eretta nel 1200 e ricostruita nel 1804-1807 e nel 1932-1933[1]. Ospita le spoglie della beata Margherita Bays, nativa della frazione di La Pierraz.

## Società

### Evoluzione demografica
L'evoluzione demografica è riportata nella seguente tabella:
Abitanti censiti

## Geografia antropica
Le frazioni di Siviriez sono:
- Chavannes-les-Forts[3]
  - La Pierraz
- Le Saulgy[4]
- Prez-vers-Siviriez[5]
  - Les Chaussets
- Villaraboud[6]
- Villaranon[7]

## Infrastrutture e trasporti
Siviriez è servito dall'omonima stazione sulla ferrovia Losanna-Berna.

## Amministrazione
Ogni famiglia originaria del luogo fa parte del comune patriziale che ha la responsabilità della manutenzione di ogni bene comune.